# Opatov (Třebíči járás)
Opatov település Csehországban, a Třebíči járásban. Opatov Kněžice, Hladov, Dlouhá Brtnice, Brtnice, Sedlatice, Brtnička és Předín településekkel határos. Lakosainak száma 766 fő (2024. január 1.).

## Népesség
A település lakosságának változását az alábbi diagram mutatja:
| Lakosok száma | 1634 | 1422 | 1264 | 977  | 836  | 802  | 769  | 762  | 773  | 766  |
|               | 1869 | 1890 | 1921 | 1950 | 1980 | 2001 | 2017 | 2019 | 2022 | 2024 |